# Ântimo VII de Constantinopla
Ântimo VII de Constantinopla (em grego: Άνθιμος Ζ΄; 1827 – 19 de dezembro de 1913), nascido Ângelo Tsatsos (em grego: Άγγελος Τσάτσος; romaniz.: Ángelos Tsátsos), foi patriarca ecumênico de Constantinopla entre 1895 e 1896. Durante seu mandato, criticou a encíclica "Praeclara gratulationis publicae" do papa Leão XIII.

## História
Ângelo nasceu entre 1827 e 1832 na vila de Plesivitsa, no Epiro, e trabalhou inicialmente como comerciante junto com seu pai. Depois de demonstrar interesse pela vida eclesiástica, foi ordenado diácono com o nome religioso de Ântimo e completou seus estudos na Escolta Teológica de Halki, onde foi colega do futuro patriarca Joaquim IV. Depois de se graduar com honras, Ântimo seguiu para Joanina para lecionar na Escola Zosimaia (em grego: Ζωσιμαίας Σχολής).
Em 1869, serviu ao bispo metropolitano de Paramítia e foi ordenado sacerdote e depois bispo. Em 1877, tornou-se metropolitano de Eno e, em 1888, de Anquíalo, um posto ao qual acabou renunciando ou recusando. Em 1893, foi eleito metropolitano de Korçë e, no ano seguinte, de Leros e Calímnos. Finalmente, em 20 de janeiro de 1895, foi eleito patriarca depois da renúncia de seu predecessor, Neófito VIII. Sua eleição, assim como havia ocorrido nas últimas, foi marcada pelo conflito entre as duas facções dos "joaquinos" e "anti-joaquinos" pelo trono.
Durante sue patriarcado, uma nova sede para a Escola Teológica de Halki foi construído e inaugurado em 6 de outubro de 1896. Logo depois, antes da Guerra greco-turca de 1897, Ântimo aceitou a visita de um emissário da "Sociedade Nacional" (Ethniki Etaireia), uma sociedade secreta nacionalista e irredentista grega e defensora da Megáli Idea, que tinha como missão iniciá-lo na sociedade e informá-lo de seus objetivos e planos mais extremos, como incêndios deliberados em Istambul. Ameaçando delatar o emissário às autoridades otomanos, Ântimo exigiu da embaixada grega a sua imediata expulsão, o que de fato ocorreu. 
Depois que a encíclica "Praeclara gratulationis publicae" do papa Leão XIII foi promulgada em 20 de junho de 1894, o patriarca Ântimo VII publicou uma crítica refutando os princípios propostos para uma reunião das igrejas Ortodoxa e Romana. Apesar de ele ter citado os argumentos ortodoxos tradicionais contra a corrupção ocidental da doutrina do cristianismo primitivo, Ântimo acrescentou novas acusações baseadas nas doutrinas aprovadas pela Igreja Romana durante o século XIX. Segundo ele, foram introduzidas novas abordagens para a fé cristã, incluindo a proclamação pelo papa Pio IX em 1854 do dogma da Imaculada Conceição de Maria, que atesta que ela sempre esteve livre do pecado original, e o decreto do Concílio Vaticano I (1869-1870) sobre a infalibilidade papal.
Foi também durante seu patriarcado que uma delegação do Patriarcado foi enviada à Moscou para acompanhar a coroação do czar Nicolau II, uma ação celebrada tanto pelo czar quanto pelo sultão otomano. Porém, Ântimo acabou sendo forçado a renunciar em 29 de janeiro de 1897 depois de apenas dois anos de patriarcado ao perder a confiança da maioria do Santo Sínodo. Ele se retirou para Burgazada (ilhas Antígonas), onde trabalhou como escritor, e depois para Sisli, onde morreu em 5 de dezembro de 1913.